# Alène
Pour les articles homonymes, voir Alène (homonymie).
L'Alène est une rivière française qui coule dans le département de la Nièvre. C'est un affluent de l'Aron en rive gauche, donc un sous-affluent de la Loire par l'Aron.   

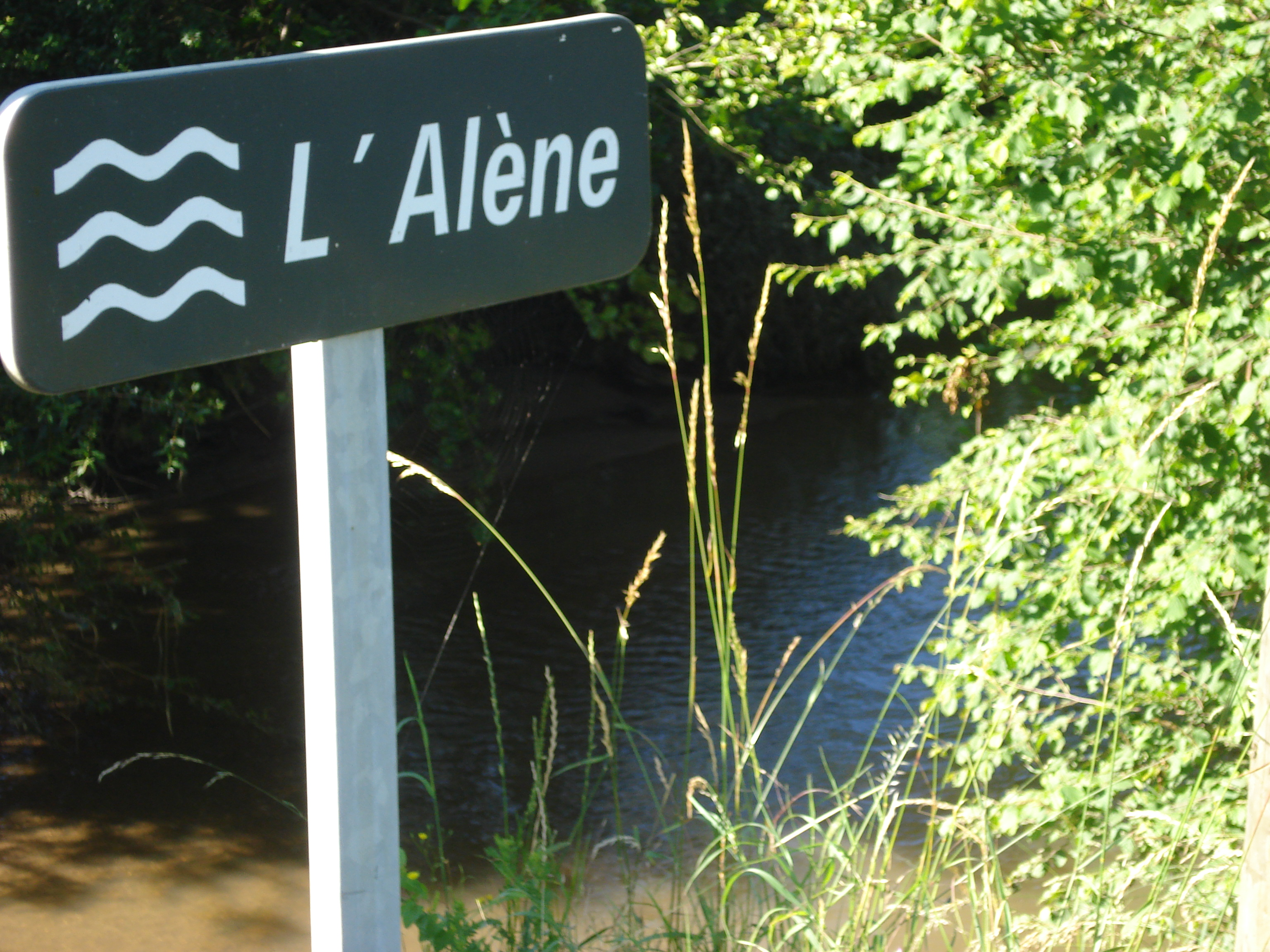
L'Alène en amont de Luzy.

## Géographie
L'Alène prend naissance sur le territoire de la localité de Poil, dans le parc naturel régional du Morvan, sur le territoire du département de la Nièvre, à six kilomètres au sud du mont Beuvray. Après sa naissance elle se dirige plein sud pendant une dizaine de kilomètres, puis entame, au niveau de la localité de Luzy, une large boucle qui va lui donner une nouvelle orientation vers le nord-ouest. Après avoir reçu de droite les eaux de la Roche, son principal affluent, elle adopte et maintient approximativement la direction de l'ouest-nord-ouest, ce qui l'amènera progressivement à la fin de son parcours. Elle se jette dans l'Aron (rive gauche) à Cercy-la-Tour, à une vingtaine de kilomètres en amont de Decize.

## Communes traversées

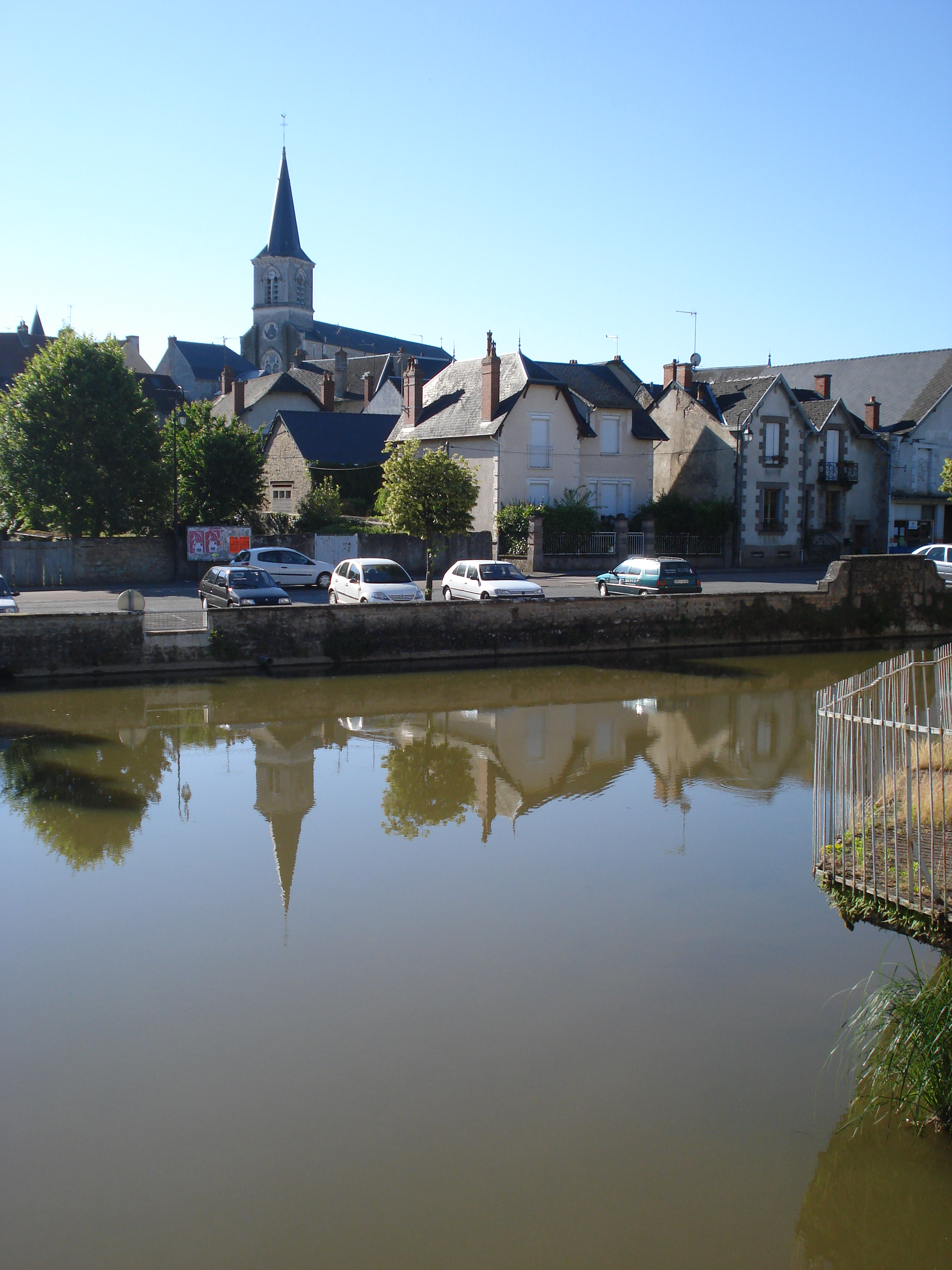
L'Alène, lac de barrage au centre de Luzy

L'Alène traverse ou longe le territoire des communes suivantes, toutes situées dans le département de la Nièvre :
- Poil
- Millay
- Luzy
- Fléty
- Avrée
- Sémelay
- Rémilly
- Fours
- Thaix
- Cercy-la-Tour

## Affluents
- La Roche, fort pittoresque petite et abondante rivière qui naît sur les pentes occidentales du mont Beuvray. Son trajet s'effectue globalement du nord au sud, et elle se jette dans l'Alène en rive droite un peu en aval de la localité de Luzy. Sa longueur est de 19,4 kilomètres.

## Hydrologie
Comme les autres cours d'eau du massif du Morvan, l'Alène est une rivière assez abondante. Son débit a été observé sur une période de 40 ans (1969-2008), à Cercy-la-Tour, localité située au niveau de son confluent avec l'Aron . Le bassin versant de la rivière y est de 338 km2 soit la totalité de celui-ci.
Le module de la rivière à Cercy-la-Tour est de 4,48 m3/s. 
L'Alène présente des fluctuations saisonnières de débit assez marquées, avec une période de hautes eaux d'hiver portant le débit mensuel moyen à un niveau situé entre 6,33 et 9,55 m3/s, de décembre à mars inclus (avec un maximum assez net en février). Dès fin mars le débit diminue progressivement pour aboutir à la période des basses eaux qui se déroule de la mi-juin à la mi-octobre, avec une baisse du débit moyen mensuel allant jusqu'à 0,86 m3 au mois de septembre, ce qui n'est pas très sévère pour un cours d'eau de cette taille. Cependant les fluctuations de débit peuvent être plus importantes d'après les années et sur des périodes plus courtes. 
À l'étiage le VCN3 peut chuter jusque 0,15 m3, en cas de période quinquennale sèche, 
soit 150 litres par seconde, ce qui est assez sévère, mais normal comparé à 
la moyenne des cours d'eau de la région. 
Les crues peuvent être importantes compte tenu de la taille du bassin versant. Elles ne sont pas moindres que celles des autres rivières issues du Morvan (l'Arroux par exemple). Les QIX 2 et QIX 5 valent respectivement 44 et 52 m3/s. Le QIX 10 est de 58 m3/s, le QIX 20 de 63 m3, tandis que le QIX 50 se monte à 70 m3/s. 
Le débit instantané maximal enregistré à Cercy-la-Tour durant cette période, a été de 56,7 m3/s le 18 décembre 1982, tandis que le débit journalier maximal enregistré était de 55,1 m3/s le même jour. Si l'on compare la première de ces valeurs à l'échelle des QIX de la rivière, l'on constate que cette crue était à peine d'ordre décennal, et donc destinée à se reproduire fréquemment.
Au total, l'Alène est une rivière assez abondante. La lame d'eau écoulée dans son bassin versant est de 420 millimètres annuellement, ce qui est nettement supérieur à la moyenne française tous bassins confondus (320 millimètres), ainsi qu'à celle du bassin de la Loire (244 millimètres). Le débit spécifique de la rivière (ou Qsp) atteint de ce fait le chiffre assez solide de 13,2 litres par seconde et par kilomètre carré de bassin.

## Patrimoine
- Luzy : l'évêque parisien Saint-Germain qui y naquit en 496 aurait traversé chaque jour l'Alène pour se recueillir dans un monastère[réf. nécessaire]. La tour des barons de Luzy est un donjon circulaire datant du XIVe siècle et devenu musée. Reste des remparts du XIVe. hôtel-de-ville des XVIe et XVIIe siècles, hébergeant de belles tapisserie d'Aubusson et diverses peintures du XVIIIe siècle. Château de Montarmin du XVe siècle, et plusieurs châteaux modernes : de Chizy, de Monteuillon, de Mazille, de la Chaise, de Saint-André. L'église du XIXe héberge une vierge de Palluau du XVe siècle. Temple bouddhiste des Mille Bouddhas. Étang de Monteuillon ; Mont Dosne (512 mètres).
- Cercy-la-Tour : Église Saint-Pierre, romane du XIe siècle (inscrite Monument Historique) avec tour romane trapue et porche gothique du XVIe ; renferme une statue de saint Hilaire du XVIIe ; fort beaux chapiteaux sculptés. La ville se trouve au confluent de trois rivières, l'Aron, l'Alène et la Canne et est traversée par le canal du Nivernais.